# Tarchamps
Tarchamps är en ort i Luxemburg.   Den ligger i distriktet Diekirch, i den nordvästra delen av landet, 40 kilometer nordväst om huvudstaden Luxemburg. Tarchamps ligger 480 meter över havet och antalet invånare är 294.
Terrängen runt Tarchamps är platt.  Närmaste större samhälle är Wiltz, 9,9 kilometer öster om Tarchamps.
I omgivningarna runt Tarchamps växer i huvudsak blandskog. Runt Tarchamps är det ganska glesbefolkat, med 30 invånare per kvadratkilometer.